# 潘迪華
潘迪华（英語：Rebecca Pan，1930年12月29日—），本名潘宛卿，香港女歌手。生于上海，祖籍江苏无锡。

## 個人履歷
潘迪華，原名潘宛卿，1930年生於於上海，後隨家人移居香港。18岁時获得机会录制流行歌曲，代表作是印度尼西亚民歌《梭罗河畔》（Bengawan Solo）的英语版。1957年正式开始职业歌手生涯，先在夜总会做歌手，至20世纪60年代，其歌唱事业到达顶峰，成为香港60年代著名歌手，被誉为五大歌后之一（另外四人是潘秀琼、顾媚、崔萍、静婷），此时她仍沿用本名“潘宛卿”。
1964年，她同伦敦EMI唱片公司签约，成为香港第一位签约英国EMI的歌手，另外她也是香港第一位有歌迷会的歌手。当年EMI推出潘迪华第一张个人国语大碟《情人桥》。此前她已经开始灌录唱片，连同在EMI的录音，1959年到1975年她灌录了许多英文及国语歌曲，风靡全东南亚以及海外众多华人地区，例如《My Hong Kong》（1965）、《Didn't We?》（1970年）都是个人主打歌曲。她也到世界各地参加演出，是首位远赴美国表演的华人歌手。
1967年潘迪華成為無綫電視《歡樂今宵》啟播時七名台柱之一。
后来她成立了自己的唱片公司。1975年，她灌录了最后一张唱片《圣诞颂歌》（A Christmas Carol，1975）。
1972年，潘迪华正式开始监制由其主演的音乐舞台剧《白娘娘》，改編自《白蛇傳》，由盧景文執導，顧嘉煇擔任作曲，潘迪華饰演「白娘娘」、鮑立演「許仙」、森森演「小青」及喬宏演「法海」，耗資百萬港元，由3月12日開始，在樂宮戲院演出，合共公演60場，是香港首部華語音樂劇，但賣座平平，潘迪華因而損失慘重。但劇中之歌曲《愛你變成害你》一直風行至今。
2006年3月21日，作为华语乐坛的一个传奇人物，潘迪华出席香港“中国唱片百周年展”开幕典礼，并捐出了自己20世纪60年代推出的首张唱片。出席揭幕典礼的其他嘉宾还包括香港民政事务局首席助理秘书长冯浩贤、香港音乐汇展筹委会主席吴雨、中国唱片总公司总经理赵大新、国际唱片业协会主席洪迪。歌手汪明荃、草蜢、李克勤、容祖儿等也捐出来各自的具有纪念意义的唱片物品。

## 走入电影
潘自1953年开始拍电影，并启用“潘迪华”作为艺名。她参演的电影少而精，常扮演精明利落的上海女性，演技精湛，给观众留下深刻的印象。
1986年，潘迪华客串了张婉婷的名作《秋天的童话》。1988年，许鞍华邀请她参与电影《今夜星光燦爛》（1988年）的拍摄，其后在王家卫的《阿飞正传》（1991年）、《花样年华》（2000年）以及侯孝贤的《海上花》（1998年）等影片里都可看到她的演出。值得一提的是，在《阿飞正传》（1991年）中她与张国荣演对手戏，表演自然细致，征服了多个电影评审，凭此片赢得了第28届金马奖（与王萊并列）以及第30届亚太影展的最佳女配角奖。1991年應方剛邀請，接替因健康理由拒絕參演的老牌歌手李麗華，首度（也是唯一一次）拍攝亞洲電視劇集《豪門》。
2000年，在王家卫——《花样年华》（2000年），她再次扮演阅人无数、老道精明的孙太，和张曼玉扮演的苏丽珍演出了精彩到位的几场戏，片中还选取了潘迪华33岁时的录音《梭罗河畔》（Bengawan Solo）作为原声音乐（OST）。
2007年，李安邀请潘迪华作为音乐老师，在《色，戒》指导女主角汤唯演唱具有老上海风味的歌曲“天涯歌女”，並和上海友人示範打上海麻將。
2010年，作為表演嘉賓出席第二十九屆香港電影頒獎典禮，與組合at17合唱英文名曲“What a wonderful world”。

## 作品列表

### 电影作品
1. 《游龍戲鳳》（Look For A Star，2009年)  扮演程仲森（劉德華）母親  导演：劉偉強
2. 《色，戒》（Lust，Caution，2007年）[3]导演：李安
3. 《天下无双》(Chinese Odyssey 2002，2002年)  扮演皇太后
4. 《花样年华》(In the Mood for Love，2000年)  扮演孙太，导演：王家卫
5. 《海上花》(Flowers of Shanghai，1998年)  导演：侯孝贤
6. 《阿飞正传》(Days of Being Wild，1991年) 扮演Rebecca，导演：王家卫
7. 《公子多情》(The Greatest Lover，1988年)
8. 《今夜星光燦爛》（Starry is the Night，1988年)  导演：许鞍华
9. 《秋天的童話》（An Autumn's Tale，1986年) 扮演李琪母， 导演：張婉婷

### 電視劇作品
1. 《豪門》（Days Of Glory，亞洲電視，1991年) 扮演 秦香蘭

### 音乐作品
1. 《笑傲歌坛 黄霑传世经典》，其中单曲：舞台剧《白娘娘》主题曲“爱你变成害你”。环球/华纳/百代唱片，2004.12
2. 《我的路》（Shanghai: A Sentimental Journey. Rebecca Pan & Big Band Live）。EMI/国际文化交流音像出版社，CNA260437000，2004.6
3. 《101至爱》精选集。EMI百代，2001
4. 《东方珍珠》（Oriental Pearls）。合作 ： 钻石录音室管弦乐队（Diamond Studio Orchestra），指挥：Vic Christobal。Diamond Records钻石唱片，LP1006，1961

## 外部連結
- 潘迪華在香港影庫上的簡介
- Rebecca Pan在互联网电影资料库（IMDb）上的資料（英文）
- 中国影视库 潘迪华个人资料
- 河西： 潘迪华：花样的年华 （页面存档备份，存于）
- 专访潘迪华：蔡琴编曲有问题，周杰伦很投机 （页面存档备份，存于），搜狐网，2008年3月20日。原载 外滩画报。
- 上海女人潘迪华：我比梁朝伟更懂王家卫(图)